# 米哈伊尔·格鲁舍夫斯基
米哈伊尔·谢尔盖耶维奇·格鲁舍夫斯基（羅馬化：Mykhailo Serhiiovych Hrushevskyi；1866年9月29日—1934年11月25日），或按烏克蘭語名譯为米哈伊洛·塞爾希約維奇·赫魯舍夫斯基，乌克兰学者、政治家、历史学家，20世纪早期乌克兰民族复兴关键人物，对乌克兰研究产生重要影响。赫魯舍夫斯基1917年至1918年担任乌克兰中央拉达主席，即乌克兰事实上的国家元首。1922年苏联成立后，他被请回乌克兰先后担任乌克兰科学院院长、苏联科学院院士。1931年被逮捕和流放，于1934年死亡。

## 備注
1. ↑  [儒略曆3月15日]
2. ↑  此名按俄語（羅馬化：Mikhail Sergeyevich Grushevskiy）名譯